# Ossein
Ossein hay cốt giao là một chất nền cấu thành mô tế bào của da, sụn và xương. Cốt giao chứa 95% collagen.  Cốt giao giúp đảm bảo tính mềm dẻo của xương, đối ngược với calci-làm cho xương bền chắc. Tỉ lệ chất cốt giao thay đổi theo độ tuổi.
Bằng cách xử lý xương với axit hydrochloric, ossein sau đó được phân lập từ xương, để lại calci phosphat và calci cacbonat hòa tan. Ossein có thể được chuyển đổi nhanh chóng thành gelatin do tác dụng kéo dài của nước sôi hơi axit. Gelatin là một đồng phân của ossein; với axit sulfuric và kiềm, ossein tạo ra leucine và glycine.
Ossein có thể dễ dàng xuống cấp khi trời ẩm ướt. Tiếp xúc với không khí ở trạng thái này, nó mục nát (putrefies). Mặt khác, nó có thể kết hợp với một số oxit kim loại và tanin, tạo thành các hợp chất không tan trong nước và không bị thối.
Chất này được sử dụng trong công nghiệp để bảo tồn và làm việc trên da động vật.